# پرامبانان
پرامبانان (انگلیسی: Prambanan) یا رارا جونگگرنگ (انگلیسی: Rara Jonggrang) یک مجتمع معابد هندویی بزرگ با ساختمانی منحصر بفرد مربوط به سده نهم میلادی در جاوه مرکزی و اندونزی است که به تریمورتی، اتحاد سه ایزد هندو، برهما به عنوان خالق، ویشنو خدای محافظ و شیوا خدای ویرانگر، اختصاص داده شده‌است. این مجتمع معابد متشکل از هشت ساختمان اصلی و بیش از ۲۵۰ ساختمان کوچکتر در حدود ۱۷ کیلومتری (۱۱ مایل) شمال شرقی شهر یوگیاکارتا در مرز بین جاوه مرکزی و منطقه ویژه یوگیاکارتا واقع شده‌است.
مجتمع معابد پرامبانان یکی به عنوان یکی از میراث جهانی یونسکو شناخته شده‌است و بزرگترین معبد هندویی در اندونزی و یکی از بزرگترین معابد در جنوب شرقی آسیا به‌شمار می‌رود. مشخصه اصلی آن ارتقا بنا همراه با اشارات فراوان به معماری معمول هندویی است که در ساختمان مرکزی به ۴۷ متر (۱۵۴ فوت) می‌رسد که در داخل مجتمع بزرگی از معابد منفرد قرار دارد. دیوارهای این معابد با نقش برجسته‌های متعددی که بیشتر اشکال حیوانات هستند آراسته شده‌است. پرامبانان بسیاری از گردشگران را از سراسر جهان به سوی خود جذب می‌کند.

## ویژگی‌ها
معبد پرامبانان در قرن نهم توسط پاکای پیکاتان (انگلیسی: Rakai Pikatan) ساخته شد و به تریمورتی (سه‌گانه برهما-ویشنو و شیوا به عنوان سه خدای آفریدگار، نگهدارنده و ویرانگر) اختصاص یافت. بعدها این معبد توسط پادشاهان بعدی تکمیل و بازسازی شد.
این معبد بر طبق باورهای هندوها به سه بخش اصلی تقسیم‌بندی شده که شامل طبقات زیرین، طبقات میانی و بالاترین طبقه می‌شود. طبقه زیرین معبد، مکانی نامقدس و متعلق به طبقات پایین جامعه و حیوانات بوده‌است. طبقات میانی نیز برای کسانی بوده که توانسته بودند خود را از ظلمت طبقات پایین رهایی دهند و بالاخره بالاترین طبقه یا محل آرامش خداوند، مقدس‌ترین بخش معبد محسوب می‌شود.
مجموعه این معابد با شماره ۶۴۲ در سال ۱۹۹۱ به ثبت میراث جهانی یونسکو درآمده و به عنوان بزرگترین معبد هندوها در اندونزی و یکی از بزرگترین معابد جنوب شرقی آسیا ثبت شده و خصوصیات منحصر بفردی چون ارتفاع زیاد و سبک خاص معماری، آن را از سایر بناهای موجود متمایز نموده‌است. مجموعه فوق به‌طور کلی دارای ۲۴۰ معبد بوده‌است که بسیاری تخریب شده و گاهی تنها یک تکه سنگ از آن‌ها باقیمانده‌است. بطور کلی این ناحیه به سه بخش به شرح زیر تقسیم‌بندی شده‌است:
- بخش بیرونی: ناحیه‌ای باز و بزرگ که زمانی توسط دیواری احاطه شده بود. این بخش امروزه به پارک بزرگی تبدیل شده‌است.
- بخش میانی: این ناحیه دارای ۲۲۴ بنای مذهبی بوده‌است که بسیاری از آن‌ها به ویرانه بدل شده‌اند اگرچه در سال‌های اخیر چند نمونه را بازسازی کرده‌اند.
- بخش داخلی: شامل ۸ معبد بزرگ و ۸ عبادتگاه کوچک است. طبق ارزشهای هندو، این ناحیه مقدس‌ترین بخش بوده و در محیطی مربعی شکل دارای ۴ دروازه متناظر هم می‌باشد.

همه ساله در فاصله ماه‌های می تا اکتبر (بهار تا پاییز) در بخش غربی معبد پرامبانان و در کنار پارک اوپک نمایش بزرگی برپا می‌شود. این نمایش در ۴ شب ادامه یافته و نورپردازی قابل توجهی دارد و هزاران گردشگر داخلی و خارجی را به این ناحیه می‌کشاند. چندین هتل برای اقامت گردشگران در نزدیکی این منطقه که در ۱۷ کیلومتری شهر واقع است، قرار دارند.

## نگارخانه

### نگارخانه نقش برجسته‌ها

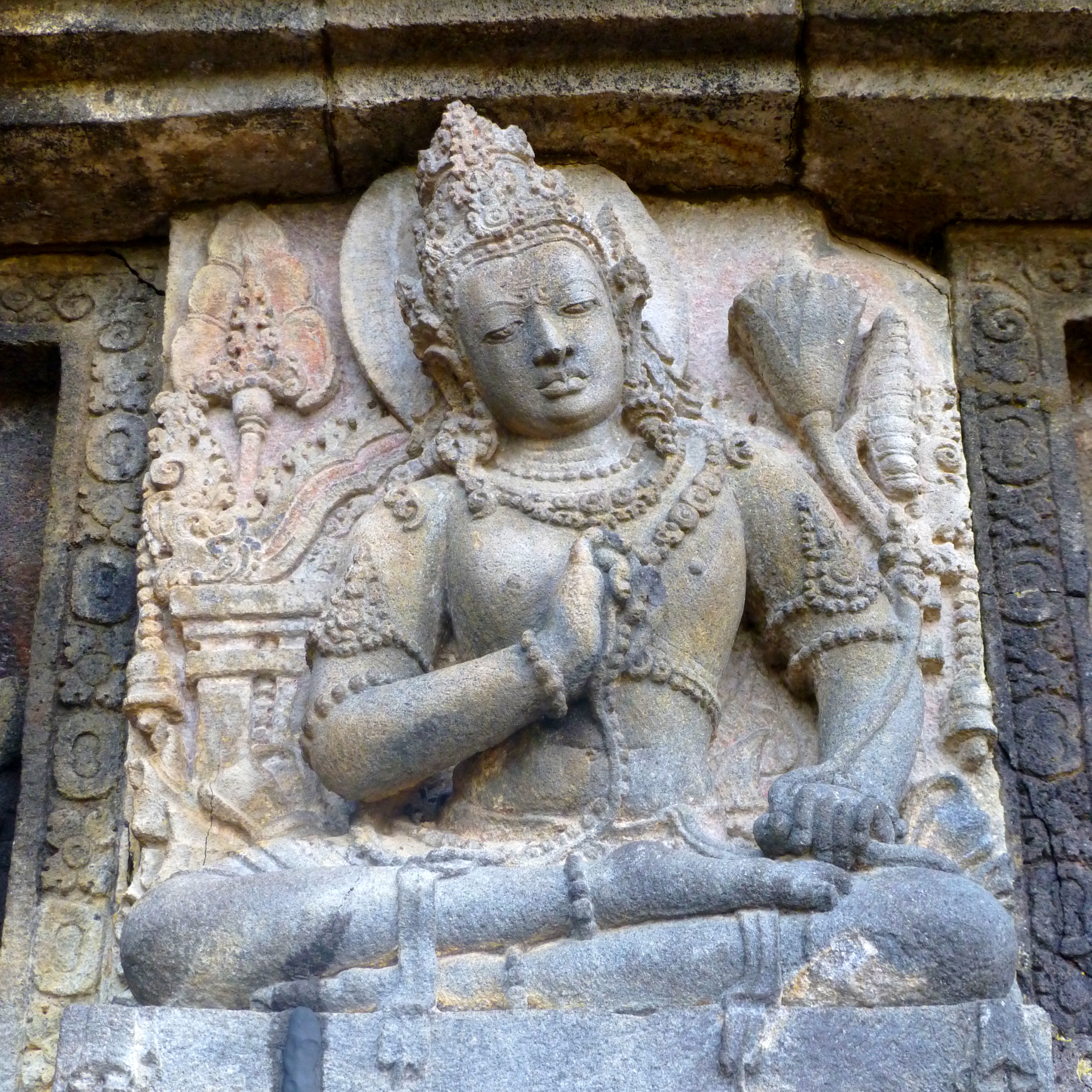
تصویر خدای لوکاپالا در معبد شیوا
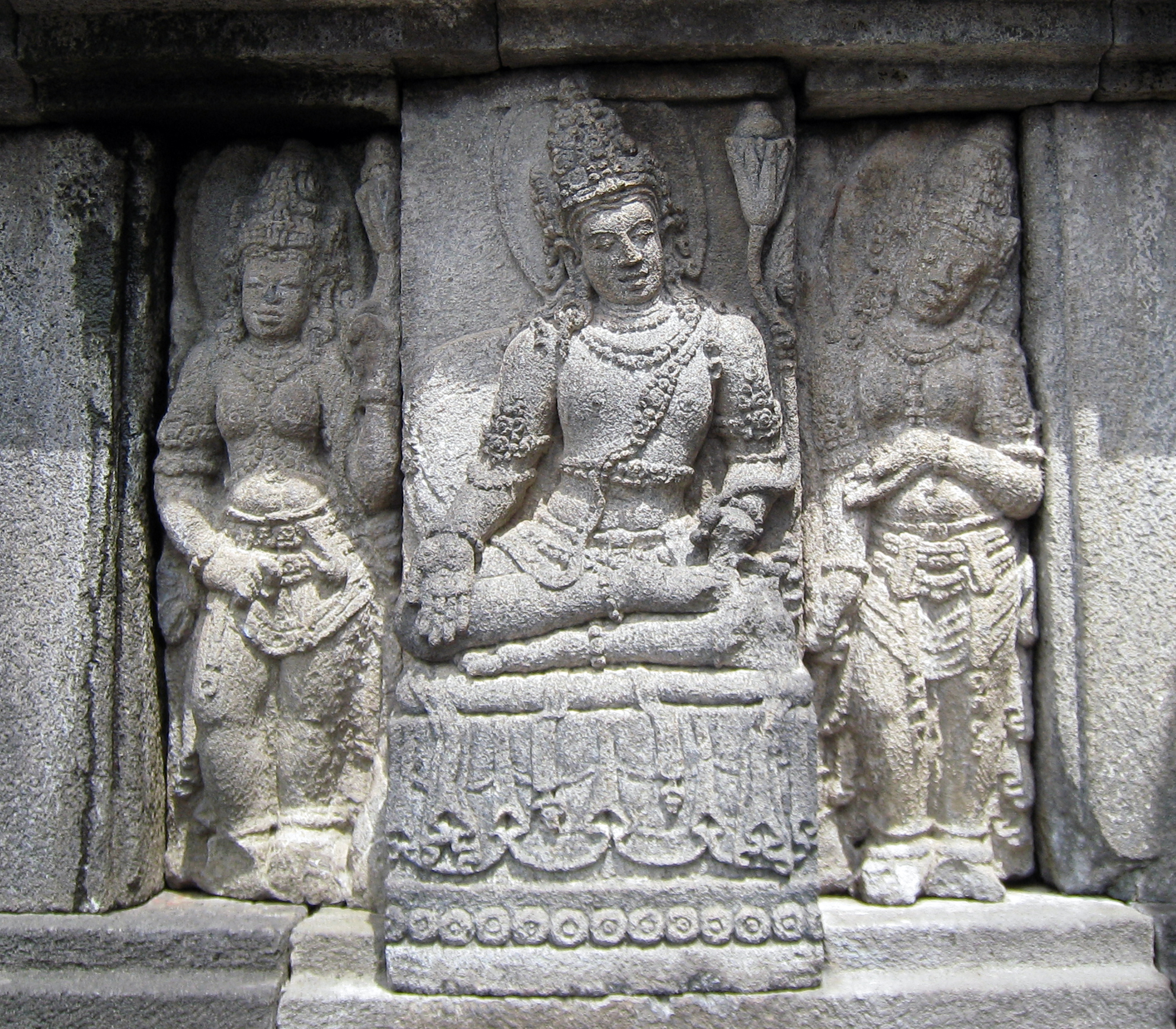
تصویر دواتا و آپساراس
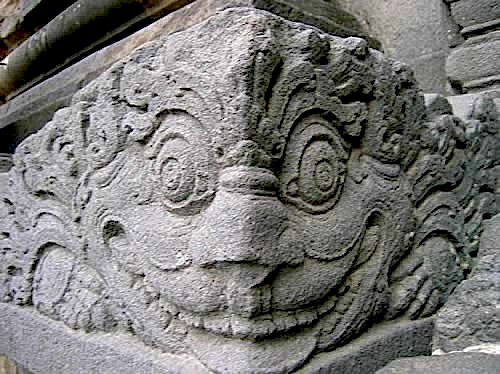
سر کالا حک شده بر روی یک گوشه آنتی‌فیکس
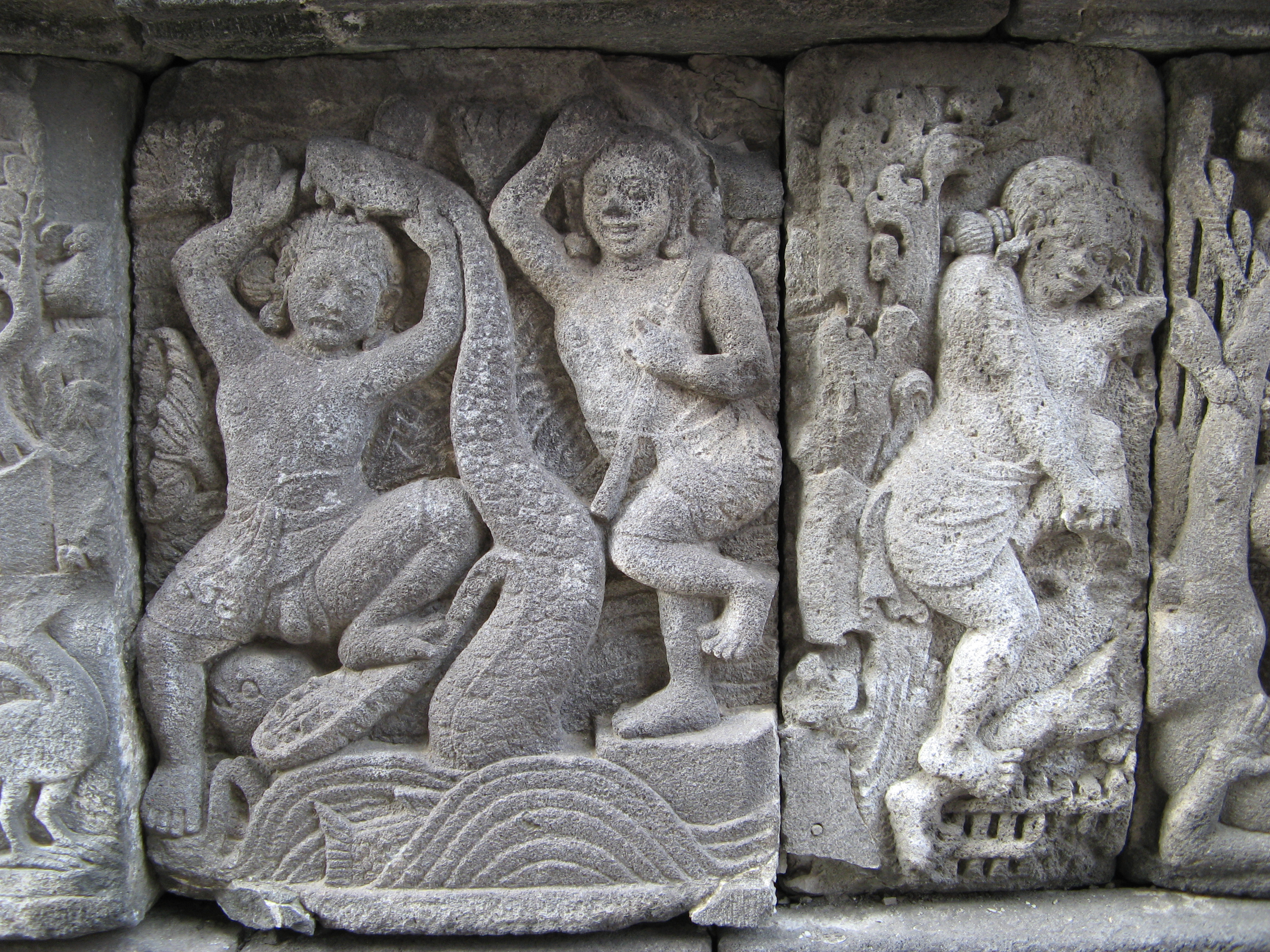
بالاراما در حال از هم جدا کردن آرواره‌های کالیا.
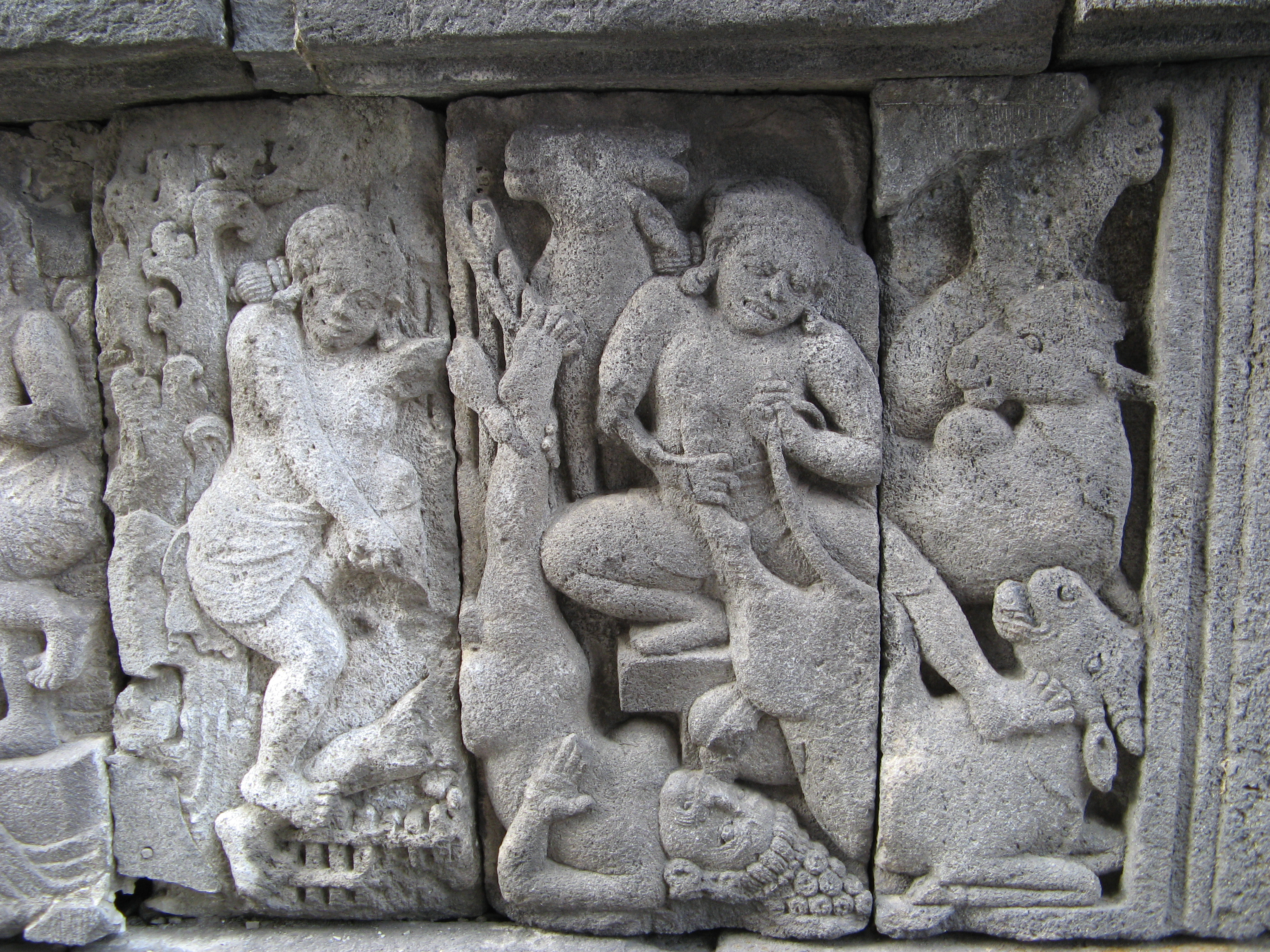
کریشنا بر پاهای از هم جدا شده دایی خود کامسا اشک می‌ریزد.

### نگارخانه پرامبانان

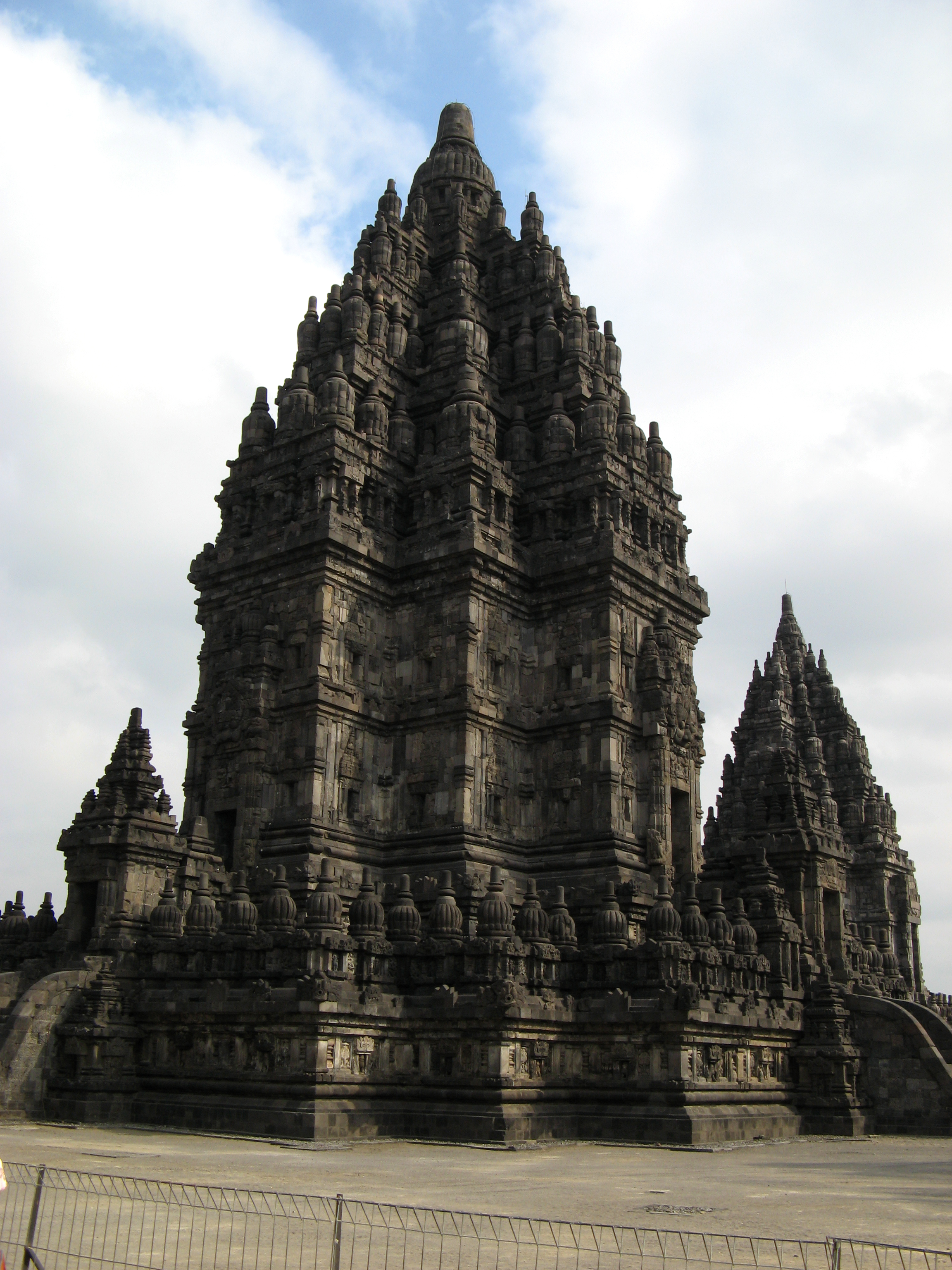
معبد اصلی اختصاص داده شده به شیوا
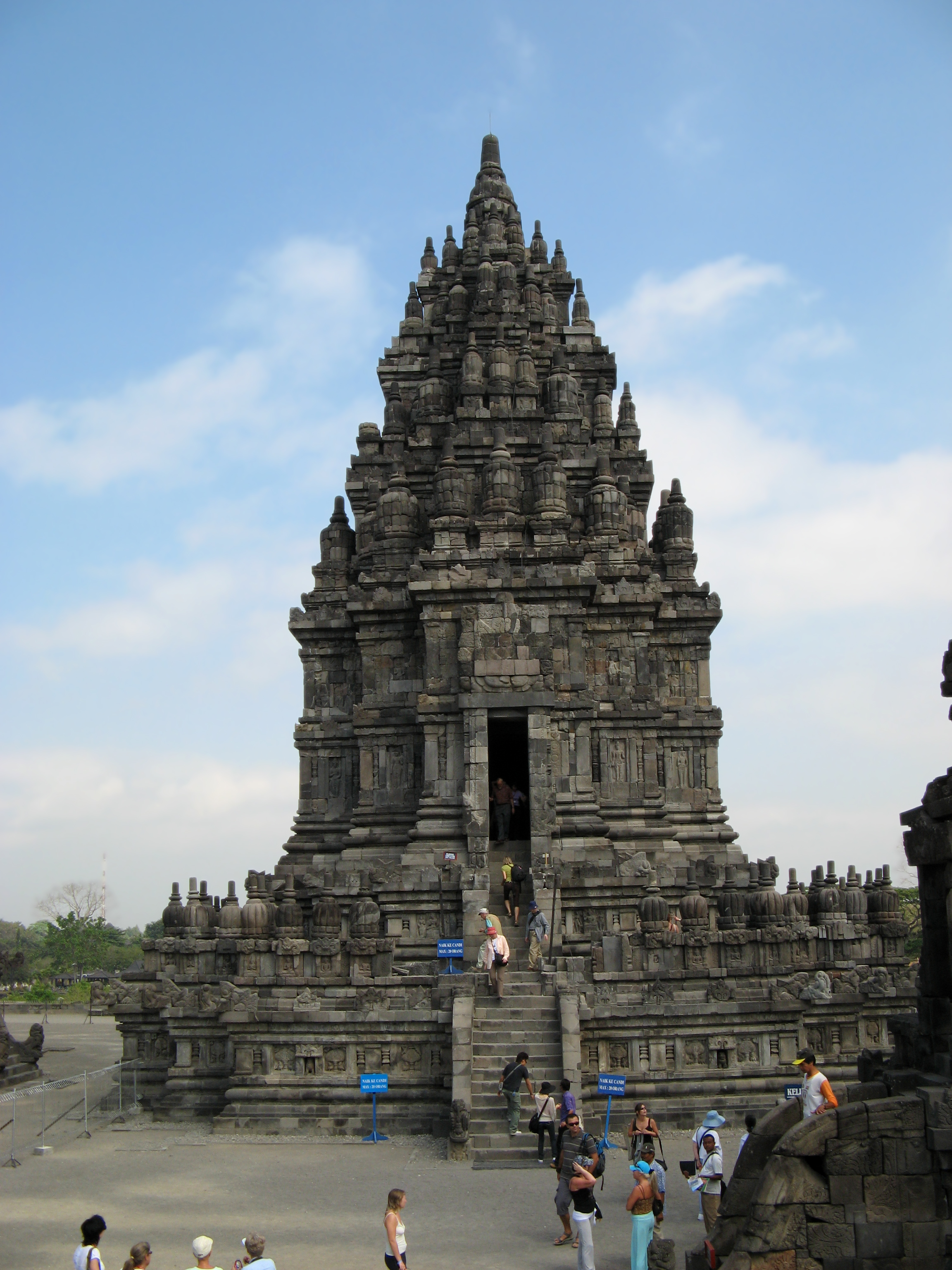
معبد ویشنو
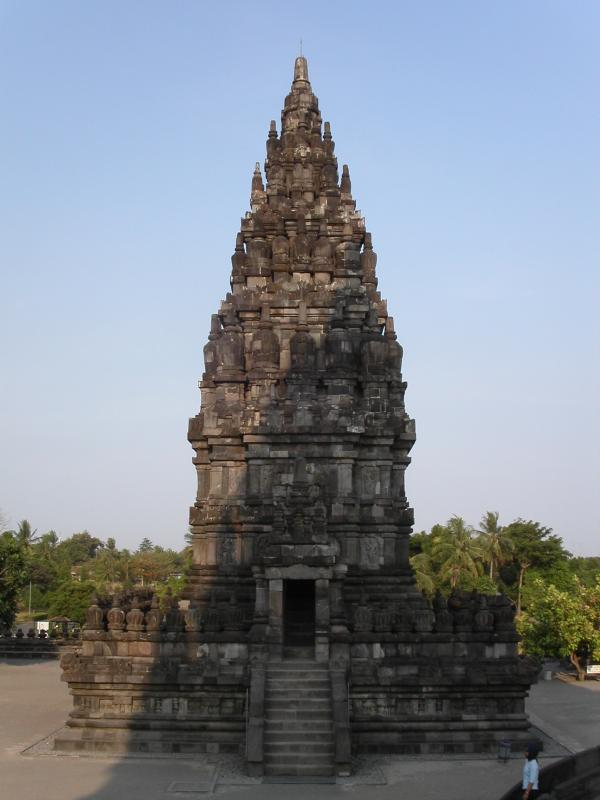
معبد ناندی
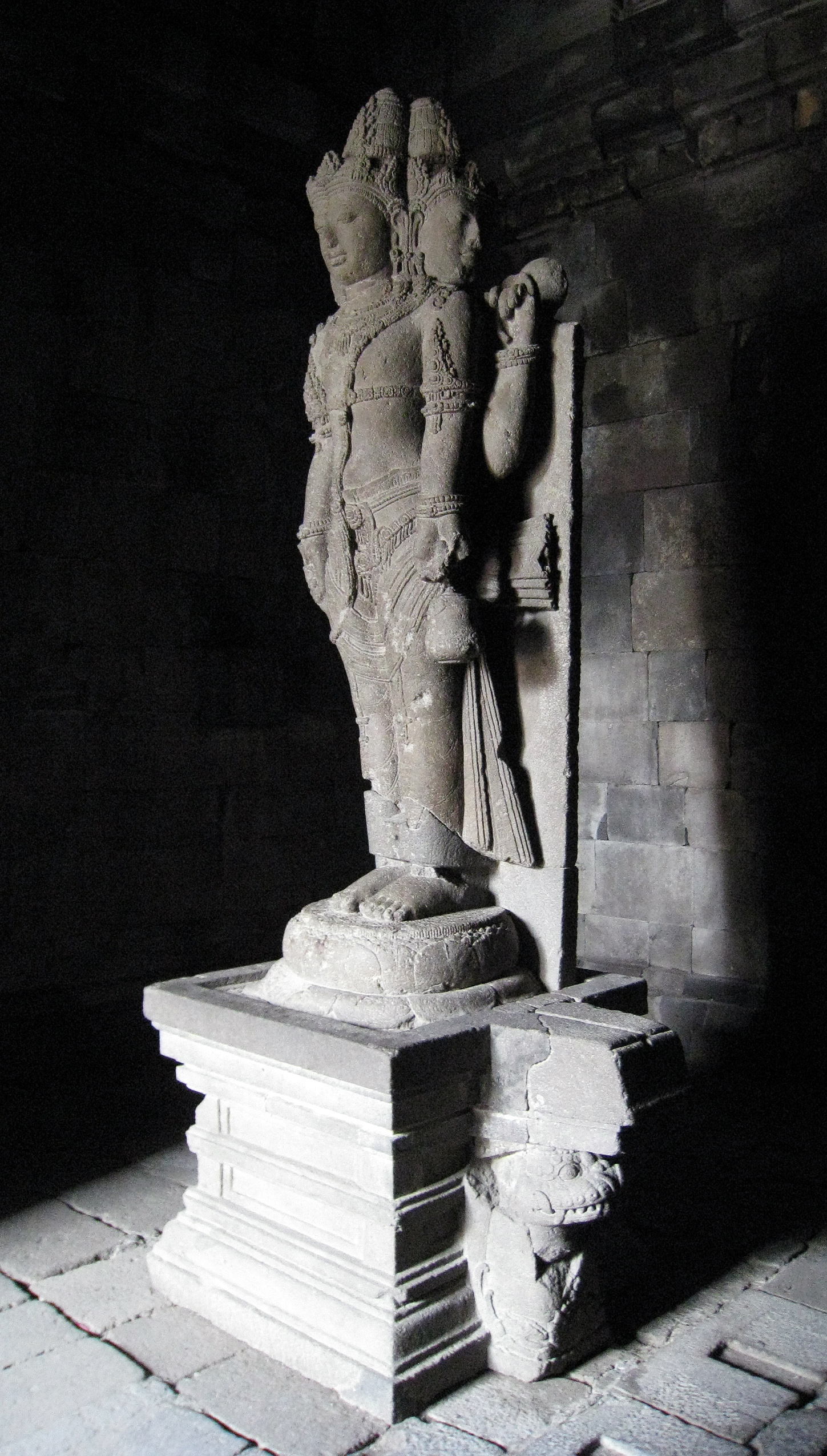
مجسمه برهما
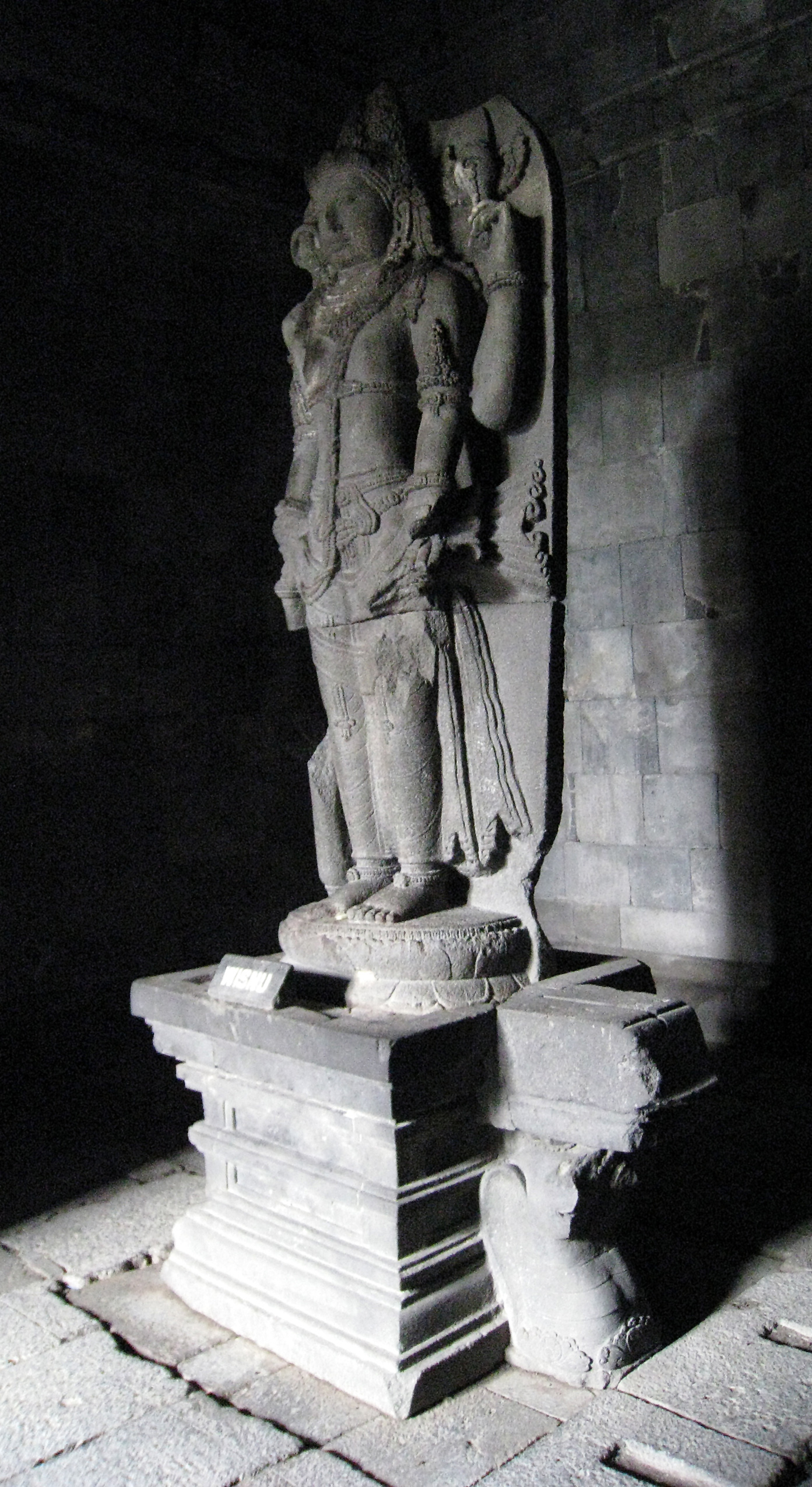
مجسمه ویشنو
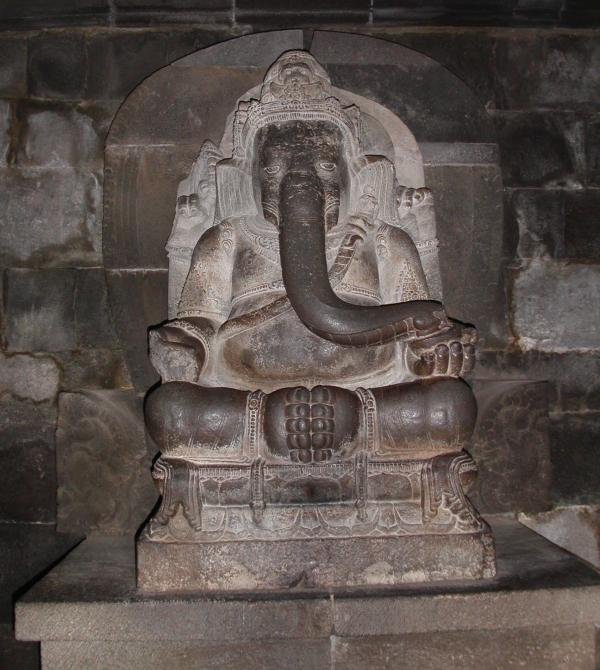
مجسمه گانش
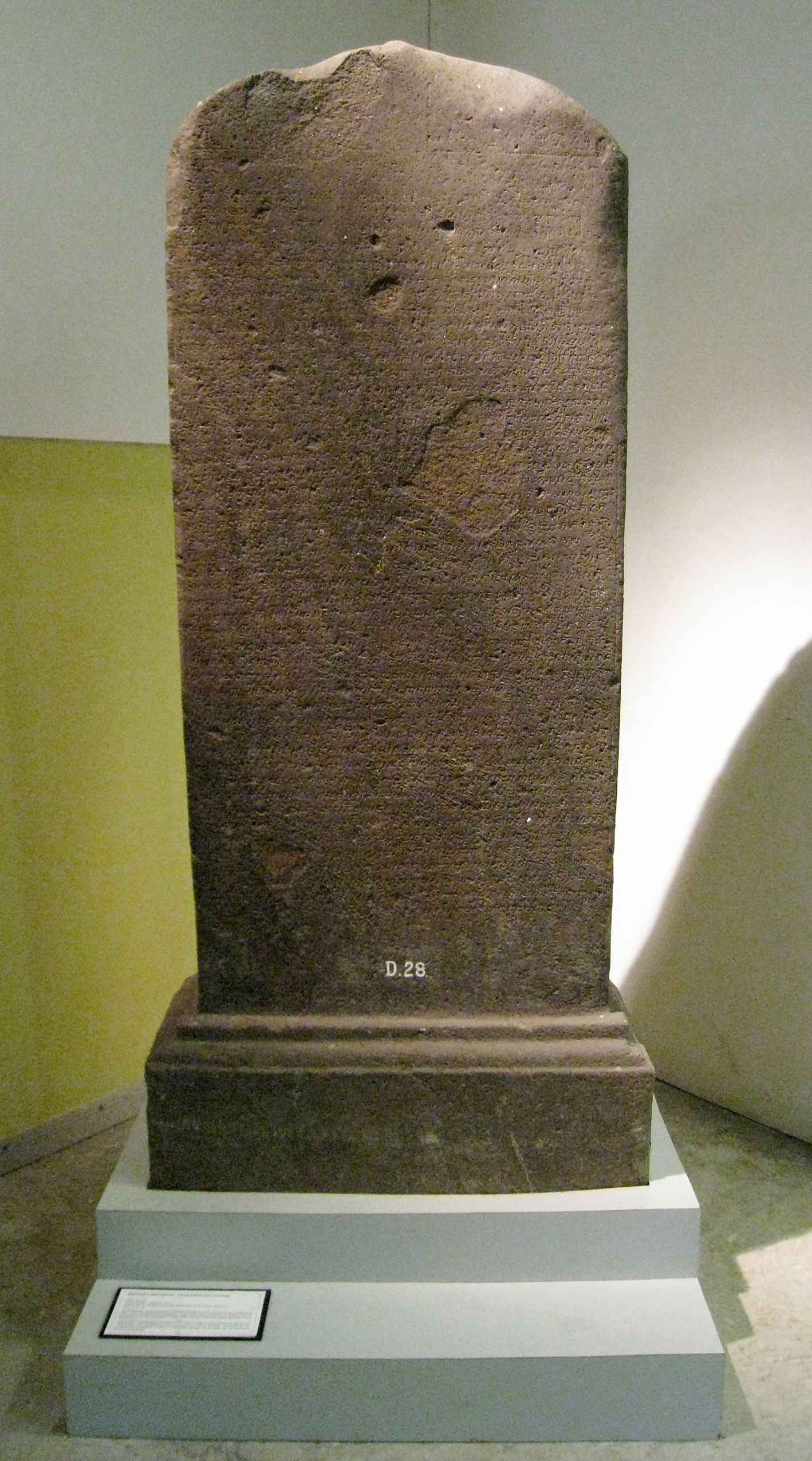
کتیبه شیواگرا، مورخ ۸۵۹ میلادی.
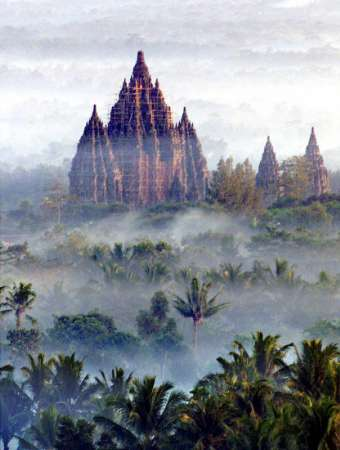
مجتمع معابد پرامبانان در میان مه صبحگاهی.
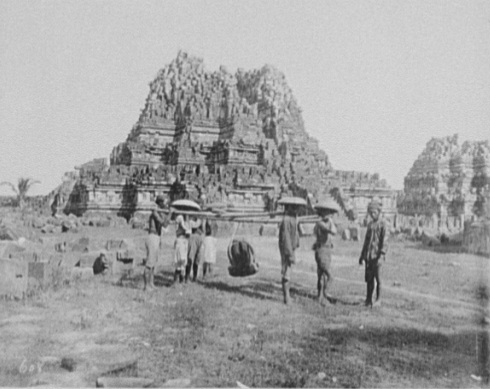
خرابه‌های پرامبانان حدود ۱۸۹۵ کمی پس از کشف دوباره آن.
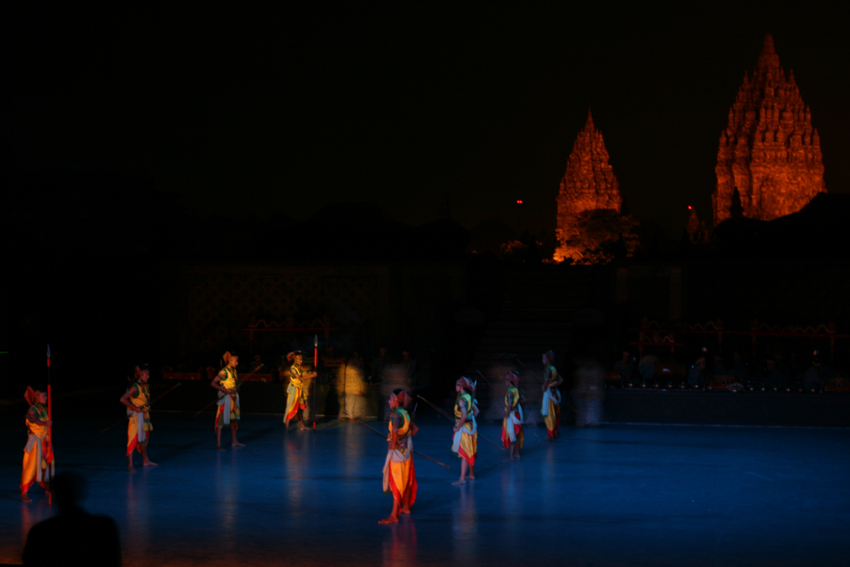
نمایش رقص رامایانا در پرامبانان.

### نگارخانه معماری

نقشه مجتمع معابد پرامبانان که طرح متحدالمرکز ماندالا را نشان می‌دهد.
معابد و سایت‌های باستان‌شناسی پرامبانان
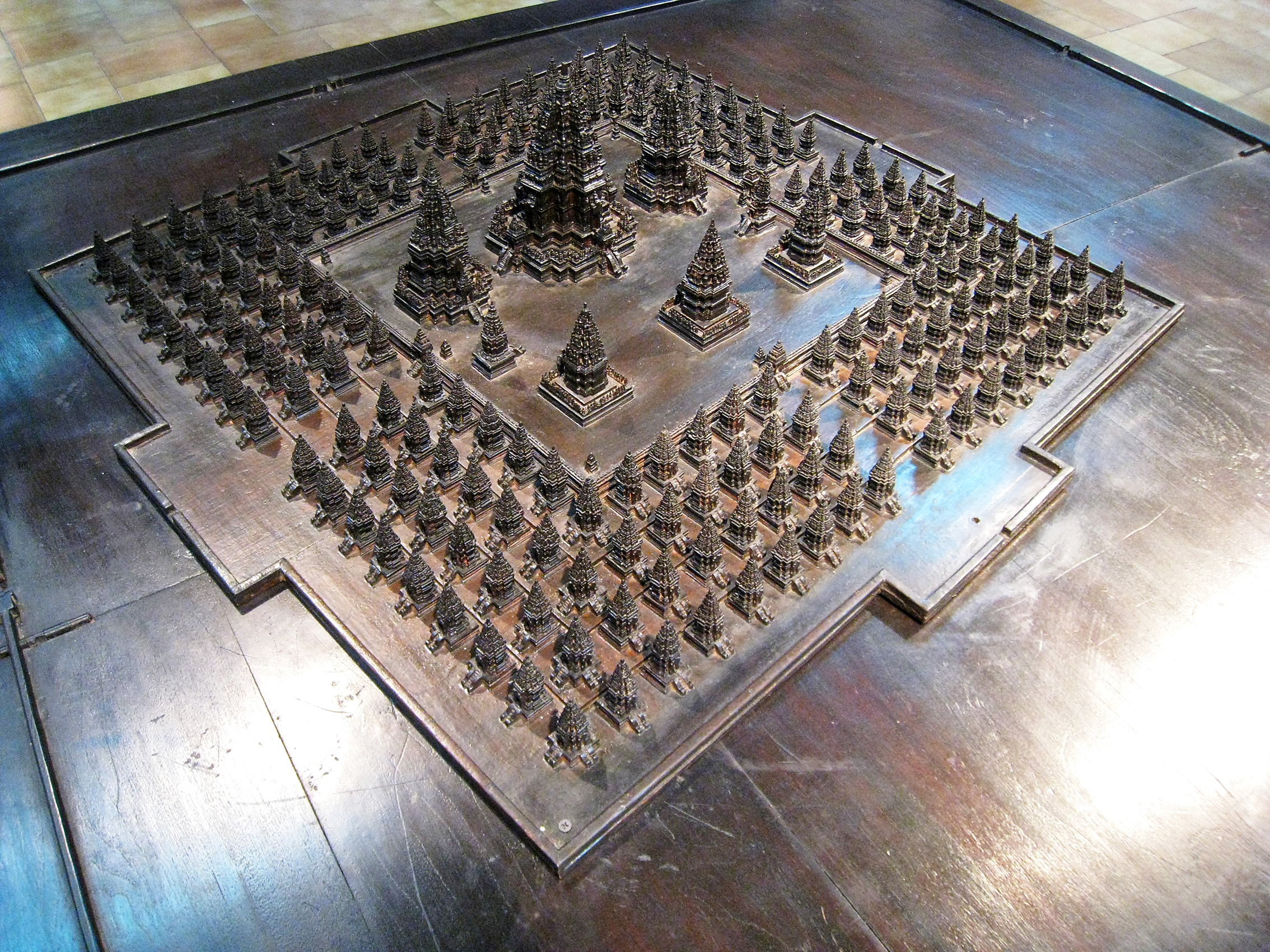
یک مدل معماری از مجتمع معابد پرامبانان؛ ۲۴۰ معبد در این مجتمع وجود دارد.
برش معبد شیوا
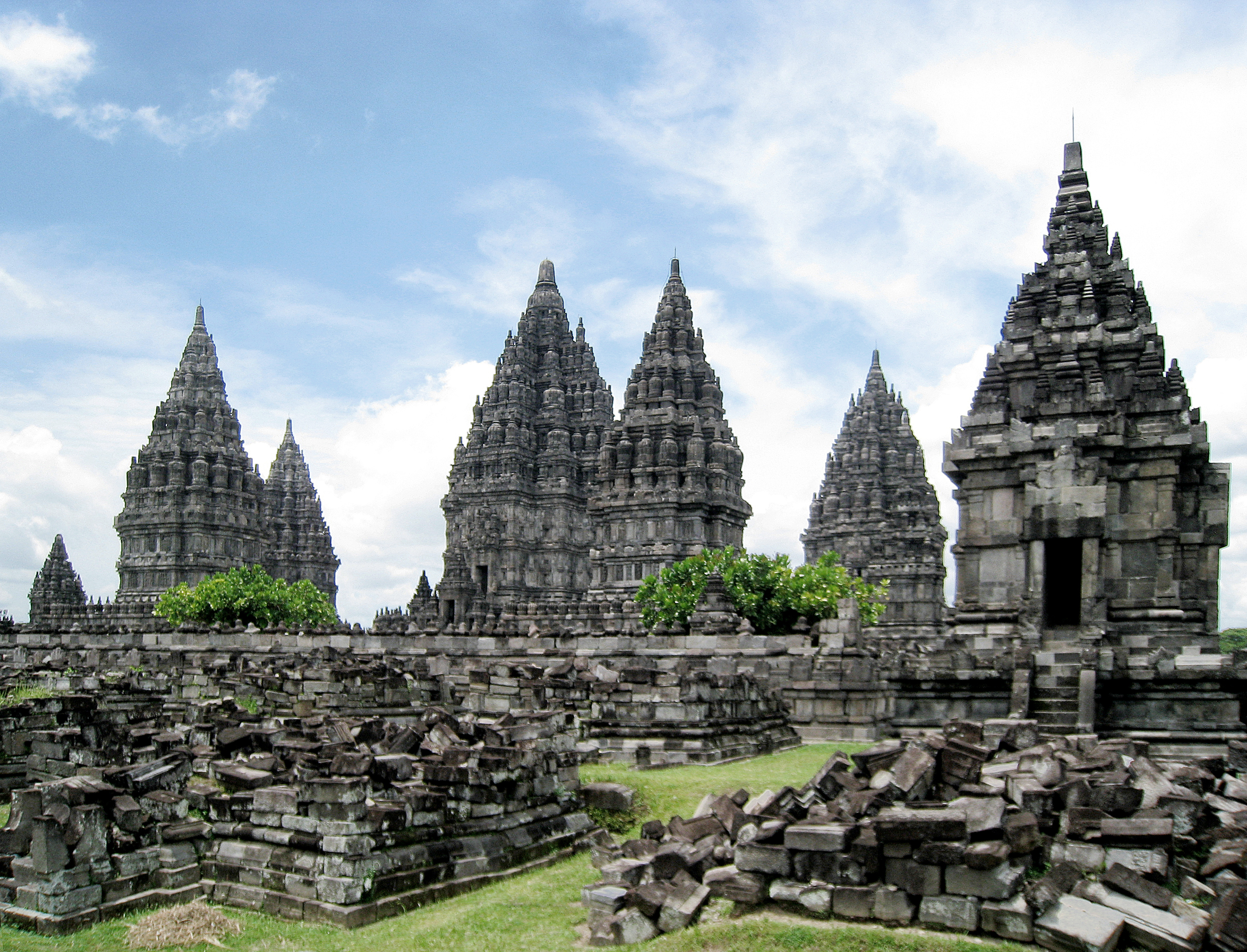
بسیاری از معابد در اطراف از پرامبانان و از افسانه‌های محلی از رارا جونگگرنگ الهام گرفته‌اند.